# Општина Тезојука (Мексико)
Тезојука (шп. Tezoyuca) општина је у Мексику у савезној држави Мексико. Општина се налази на надморској висини од 2273 м.

## Становништво
Према подацима из 2010. у општини је живело 35199 становника.

### Хронологија
| Година       | 2000                | 2005                  | 2010                  |
| ------------ | ------------------- | --------------------- | --------------------- |
| Становништво | 18852 (9374 / 9478) | 25372 (12525 / 12847) | 35199 (17404 / 17795) |

### Попис
| \| \| м \| \| \| ж \| \| 0—2 \| 999 \| \| \| 1.038 \| \| 3—5 \| 1.133 \| \| \| 1.093 \| \| 6—11 \| 2.362 \| \| \| 2.193 \| \| 12—14 \| 1.026 \| \| \| 998 \| \| 15—17 \| 1.065 \| \| \| 1.054 \| \| 18—24 \| 2.254 \| \| \| 2.196 \| \| 60+ \| 1.020 \| \| \| 1.136 \| \| Просек : \| 27,7 \| \| \| 28,5 \| |       |  |  |       |
| |       |  |  |       |
| | м     |  |  | ж     |
| 0—2 | 999   |  |  | 1.038 |
| 3—5 | 1.133 |  |  | 1.093 |
| 6—11 | 2.362 |  |  | 2.193 |
| 12—14 | 1.026 |  |  | 998   |
| 15—17 | 1.065 |  |  | 1.054 |
| 18—24 | 2.254 |  |  | 2.196 |
| 60+ | 1.020 |  |  | 1.136 |
| Просек : | 27,7  |  |  | 28,5  |

| #   | Индикатор                                                                                        | Вредност |
| --- | ------------------------------------------------------------------------------------------------ | -------- |
| 1   | Становништво од 0 до 2 године                                                                    | 2037     |
| 2   | Мушко становништво од 0 до 2 године                                                              | 999      |
| 3   | Женско становништво од 0 до 2 године                                                             | 1038     |
| 4   | Становништво са 3 и више година                                                                  | 32589    |
| 5   | Мушко становништво са 3 и више година                                                            | 16118    |
| 6   | Женско становништво са 3 и више година                                                           | 16471    |
| 7   | Становништво са 5 и више година                                                                  | 31126    |
| 8   | Мушко становништво са 5 и више година                                                            | 15379    |
| 9   | Женско становништво са 5 и више година                                                           | 15747    |
| 10  | Становништво са 12 и више година                                                                 | 25808    |
| 11  | Мушко становништво са 12 и више година                                                           | 12623    |
| 12  | Женско становништво са 12 и више година                                                          | 13185    |
| 13  | Становништво са 15 и више година                                                                 | 23784    |
| 14  | Мушко становништво са 15 и више година                                                           | 11597    |
| 15  | Женско становништво са 15 и више година                                                          | 12187    |
| 16  | Становништво са 18 и више година                                                                 | 21665    |
| 17  | Мушко становништво са 18 и више година                                                           | 10532    |
| 18  | Женско становништво са 18 и више година                                                          | 11133    |
| 19  | Становништво од 3 до 5 година                                                                    | 2226     |
| 20  | Мушко становништво од 3 до 5 година                                                              | 1133     |
| 21  | Женско становништво од 3 до 5 година                                                             | 1093     |
| 22  | Становништво од 6 до 11 година                                                                   | 4555     |
| 23  | Мушко становништво од 6 до 11 година                                                             | 2362     |
| 24  | Женско становништво од 6 до 11 година                                                            | 2193     |
| 25  | Становништво од 8 до 14 година                                                                   | 5045     |
| 26  | Мушко становништво од 8 до 14 година                                                             | 2592     |
| 27  | Женско становништво од 8 до 14 година                                                            | 2453     |
| 28  | Становништво од 12 до 14 година                                                                  | 2024     |
| 29  | Мушко становништво од 12 до 14 година                                                            | 1026     |
| 30  | Женско становништво од 12 до 14 година                                                           | 998      |
| 31  | Становништво од 15 до 17 година                                                                  | 2119     |
| 32  | Мушко становништво од 15 до 17 година                                                            | 1065     |
| 33  | Женско становништво од 15 до 17 година                                                           | 1054     |
| 34  | Становништво од 18 до 24 године                                                                  | 4450     |
| 35  | Мушко становништво од 18 до 24 године                                                            | 2254     |
| 36  | Женско становништво од 18 до 24 године                                                           | 2196     |
| 37  | Женско становништво од 15 до 49 година                                                           | 9773     |
| 38  | Становништво са 60 и више година                                                                 | 2156     |
| 39  | Мушко становништво са 60 и више година                                                           | 1020     |
| 40  | Женско становништво са 60 и више година                                                          | 1136     |
| 41  | Однос између мушкараца и жена                                                                    | 97.8     |
| 42  | Становништво од нуле до 14 година                                                                | 10842    |
| 43  | Становништво од 15 до 64 године                                                                  | 22425    |
| 44  | Становништво од 65 година и више                                                                 | 1359     |
| 45  | Просечан број деце                                                                               | 2.23     |
| 46  | Становништво рођено у ентитету                                                                   | 21582    |
| 47  | Мушко становништво рођено у ентитету                                                             | 10766    |
| 48  | Женско становништво рођено у ентитету                                                            | 10816    |
| 49  | Становништво рођено у другом ентитету                                                            | 12929    |
| 50  | Мушко становништво рођено у другом ентитету                                                      | 6291     |
| 51  | Женско становништво рођено у другом ентитету                                                     | 6638     |
| 52  | Становништво од 5 година и више резидентно у ентитету у јуну 2005. године                        | 29534    |
| 53  | Мушко становништво старосног доба од 5 година и више, резидентно у ентитету у јуну 2005. године  | 14597    |
| 54  | Женско становништво старосног доба од 5 и више година, резидентно у ентитету у јуну 2005. године | 14937    |
| 55  | Становништво од 5 година и више које је живело у другом ентитету у јуну 2005. године             | 1349     |
| 56  | Мушко становништво старије од 5 година које је живело у другом ентитету у јуну 2005. године      | 638      |
| 57  | Женско становништво старије од 5 година које је живело у другом ентитету у јуну 2005. године     | 711      |
| 58  | Становништво од 3 године и више које говори аутохтони језик                                      | 769      |
| 59  | Мушко становништво старо 3 године и више које говори аутохтони језик                             | 380      |
| 60  | Женско становништво старо 3 године и више које говори аутохтони језик                            | 389      |
| 61  | Становништво од 3 године и више које говори аутохтони језик и не говори шпански језик            | 6        |
| 62  | Мушко становништво старо 3 године и више које говори аутохтони језик и не говори шпански         | 2        |
| 63  | Женско становништво старо 3 године и више које говори аутохтони језик и не говори шпански језик  | 4        |
| 64  | Становништво старо 3 године и више које говори аутохтони језик и шпански                         | 664      |
| 65  | Мушко становништво старо 3 године и више које говори аутохтони језик и шпански                   | 335      |
| 66  | Женско становништво старо 3 године и више које говори аутохтони језик и шпански                  | 329      |
| 67  | Становништво од 5 година и више које говори аутохтони језик                                      | 765      |
| 68  | Становништво од 5 година и више које говори аутохтони језик и не говори шпански језик            | 6        |
| 69  | Становништво од 5 година и више које говори аутохтони језик и говори шпански језик               | 664      |
| 70  | Становништво у домородачким домаћинствима                                                        | 2044     |
| 71  | Становништво са ограничењима у активностима                                                      | 1371     |
| 72  | Становништво са ограниченим ходањем или кретањем, горе или доле                                  | 716      |
| 73  | Становници са ограничењима вида, чак и уз кориштење сочива                                       | 363      |
| 74  | Становништво са ограничењима говора, комуникације или конверзације                               | 135      |
| 75  | Становништво са ограниченим слухом                                                               | 164      |
| 76  | Становништво са ограничењима при одевању, купању или јелу                                        | 76       |
| 77  | Становништво са ограничењима у опажању или учењу једноставних ствари                             | 80       |
| 78  | Становништво са менталним ограничењима                                                           | 110      |
| 79  | Становништво без ограничења активности                                                           | 33043    |
| 80  | Становништво од 3 до 5 година које не похађа школу                                               | 1099     |
| 81  | Мушко становништво од 3 до 5 година које не похађа школу                                         | 578      |
| 82  | Женско становништво од 3 до 5 година које не похађа школу                                        | 521      |
| 83  | Становништво од 6 до 11 година које не похађа школу                                              | 125      |
| 84  | Мушко становништво од 6 до 11 година које не похађа школу                                        | 60       |
| 85  | Женско становништво од 6 до 11 година које не похађа школу                                       | 65       |
| 86  | Становништво од 12 до 14 година које не похађа школу                                             | 134      |
| 87  | Мушко становништво од 12 до 14 година које не похађа школу                                       | 71       |
| 88  | Женско становништво од 12 до 14 година које не похађа школу                                      | 63       |
| 89  | Становништво од 15 до 17 година похађа школу                                                     | 1468     |
| 90  | Мушко становништво од 15 до 17 година похађа школу                                               | 714      |
| 91  | Женско становништво између 15 и 17 година живота у школи                                         | 754      |
| 92  | Становништво од 18 до 24 године похађа школу                                                     | 1031     |
| 93  | Мушко становништво од 18 до 24 године похађа школу                                               | 529      |
| 94  | Женско становништво од 18 до 24 године похађа школу                                              | 502      |
| 95  | Становништво од 8 до 14 година које не може да чита и пише                                       | 77       |
| 96  | Мушко становништво старосног доба од 8 до 14 година које не може да чита и пише                  | 48       |
| 97  | Женско становништво старосног доби од 8 до 14 година које не може да чита и пише                 | 29       |
| 98  | Становништво од 15 година и више које је неписмено                                               | 831      |
| 99  | Мушко становништво од 15 година и више које је неписмено                                         | 291      |
| 100 | Женско становништво од 15 година и више које је неписмено                                        | 540      |
| 101 | Становништво старо 15 и више година без школовања                                                | 1117     |
| 102 | Мушко становништво старо 15 и више година без школовања                                          | 447      |
| 103 | Женско становништво старо 15 и више година без школовања                                         | 670      |
| 104 | Становништво старосног доба 15 и више година са непотпуним основним образовањем                  | 2128     |
| 105 | Мушко становништво старосног доба од 15 година и више са непотпуном основним образовањем         | 967      |
| 106 | Женско становништво старосног доба 15 и више година са непотпуном основним образовањем           | 1161     |
| 107 | Становништво старо 15 и више година са комплетним основним образовањем                           | 4192     |
| 108 | Мушко становништво старо 15 година и више са комплетним основним образовањем                     | 1932     |
| 109 | Женско становништво старо 15 и више година са комплетним основним образовањем                    | 2260     |
| 110 | Становништво старосног доба 15 и више година са непотпуним средњим образовањем                   | 1280     |
| 111 | Мушко становништво старосног доба од 15 година и више са непотпуним средњим образовањем          | 722      |
| 112 | Женско становништво старосног доба од 15 година и више са непотпуним средњим образовањем         | 558      |
| 113 | Становништво старо 15 и више година са пуним секундарном образовањем                             | 7263     |
| 114 | Мушко становништво старосног доба од 15 година и више са пуним секундарном образовањем           | 3731     |
| 115 | Женско становништво старосног доба од 15 година и више са пуним секундарном образовањем          | 3532     |
| 116 | Становништво старије од 18 година са постосновним образовањем                                    | 6833     |
| 117 | Мушко становништво старије од 18 година са постосновним образовањем                              | 3379     |
| 118 | Женско становништво старије од 18 година са постосновним образовањем                             | 3454     |
| 119 | Просечна оцена школовања                                                                         | 8.6      |
| 120 | Просечан ниво образовања мушке популације                                                        | 8.74     |
| 121 | Просечан ниво образовања женског становништва                                                    | 8.47     |
| 122 | Економски активно становништво                                                                   | 13332    |
| 123 | Економски активна мушка популација                                                               | 9375     |
| 124 | Економски активна женска популација                                                              | 3957     |
| 125 | Становништво које није економски активно                                                         | 12369    |
| 126 | Мушко становништво које није економски активно                                                   | 3189     |
| 127 | Женско становништво које није економски активно                                                  | 9180     |
| 128 | Запослено становништво                                                                           | 12627    |
| 129 | Запослено мушко становништво                                                                     | 8803     |
| 130 | Запослено женско становништво                                                                    | 3824     |
| 131 | Незапослена популација                                                                           | 705      |
| 132 | Незапослена мушка популација                                                                     | 572      |
| 133 | Незапослена женска популација                                                                    | 133      |
| 134 | Становништво без права на здравствене услуге                                                     | 19428    |
| 135 | Становништво које има право на здравствене услуге                                                | 15146    |
| 136 | Становништво које има право на ИМСС                                                              | 7874     |
| 137 | Становништво које има право на социјално осигурање                                               | 1246     |
| 138 | Становништво које има право на државно социјално осигурање                                       | 329      |
| 139 | Становништво које има право на опште осигурање или здравствено осигурање за нову генерацију      | 4516     |
| 140 | Становништво које је било једном или није било у браку током 12 година и више                    | 8684     |
| 141 | Венчано или уједињено становништво од 12 година и више                                           | 14884    |
| 142 | Становништво које је било у браку или уједињено 12 година и више                                 | 2197     |
| 143 | Становништво са католичком религијом                                                             | 29788    |
| 144 | Протестанти, еванђелисти и библијски следбеници различити од еванђелиста                         | 2286     |
| 145 | Становништво са другим религијама различитим од претходних                                       | 34       |
| 146 | Становништво без религије                                                                        | 1172     |
| 147 | Укупно пописаних домаћинства                                                                     | 8147     |
| 148 | Пописна домаћинства на челу са мушкарцима                                                        | 6605     |
| 149 | Пописна домаћинства на челу са женама                                                            | 1542     |
| 150 | Становништво у пописним домаћинствима                                                            | 34638    |
| 151 | Становништво у пописним домаћинствима на челу са мушкарцима                                      | 29008    |
| 152 | Становништво у пописним домаћинствима на челу са женама                                          | 5630     |
| 153 | Укупно домаћинстава                                                                              | 9712     |
| 154 | Укупно насељених домаћинстава                                                                    | 8334     |
| 155 | Укупно приватних кућа                                                                            | 9525     |
| 156 | Насељени приватни домови                                                                         | 8147     |
| 157 | Укупно насељених приватних кућа                                                                  | 8334     |
| 158 | Ненасељене приватне куће                                                                         | 1054     |
| 159 | Појединачна домаћинства за привремену употребу                                                   | 324      |
| 160 | Становници у насељеним приватним кућама                                                          | 34638    |
| 161 | Насељеност станара у приватним становима                                                         | 4.25     |
| 162 | Просечно становника по соби у приватним насељеним домаћинствима                                  | 1.25     |
| 163 | Појединачна домаћинства са подовима од различитих материјала од земље                            | 7586     |
| 164 | Појединачна домаћинства у приземљу                                                               | 530      |
| 165 | Појединачна домаћинства са једном спаваћом собом                                                 | 3594     |
| 166 | Појединачна домаћинства са две спаваће собе и више                                               | 4521     |
| 167 | Појединачна домаћинства са једним собом                                                          | 1068     |
| 168 | Појединачна домаћинства са две собе                                                              | 1713     |
| 169 | Појединачна домаћинства са 3 собе и више                                                         | 5324     |
| 170 | Појединачна домаћинства која имају електрично светло                                             | 8019     |
| 171 | Појединачна домаћинства која немају електрично светло                                            | 96       |
| 172 | Појединачна домаћинства која имају водоводну воду у стамбеном простору                           | 5118     |
| 173 | Појединачна домаћинства која немају водоводну воду у стамбеном простору                          | 2996     |
| 174 | Појединачна домаћинства која имају тоалет                                                        | 8009     |
| 175 | Појединачна домаћинства која имају канализацију                                                  | 7945     |
| 176 | Појединачна домаћинства која немају канализацију                                                 | 150      |
| 177 | Појединачна домаћинства која имају електрично светло, довод воде из јавне мреже и канализацију   | 5053     |
| 178 | Појединачна домаћинства без икаквих услова                                                       | 64       |
| 179 | Појединачна домаћинства која имају радио                                                         | 7122     |
| 180 | Појединачна домаћинства која имају телевизор                                                     | 7866     |
| 181 | Појединачна домаћинства која имају фрижидер                                                      | 6153     |
| 182 | Појединачна домаћинства која имају машину за веш                                                 | 5031     |
| 183 | Појединачна домаћинства која имају аутомобил или комби                                           | 3009     |
| 184 | Појединачна домаћинства која имају рачунар                                                       | 1560     |
| 185 | Појединачна домаћинства која имају фиксну телефонску линију                                      | 1845     |
| 186 | Појединачна домаћинства која имају мобилни телефон                                               | 6156     |
| 187 | Појединачна домаћинства која имају приступ интернету                                             | 876      |